# Aria de concierto
Un aria de concierto es por lo general un aria o una escena similar a las de ópera escrita en estructura y estilo libres y compuestas para un cantante y orquesta, escrita específicamente para ser interpretada en un concierto y no como parte de una ópera. Las arias de concierto han sido compuestas usualmente para cantantes particulares, el compositor solía sostener que la voz y la maestría del cantante le inspiraban al componerla.
Además de designar arias sueltas para cantante y orquesta, el término también se empleaba para hacer referencia a arias que eran compuestas específicamente para ser intercaladas en óperas ya existentes, ya sea como adiciones a la partitura o como sustituciones para otras arias. En ocasiones, muchas de ellas son interpretadas en conciertos porque no tiene la longitud requerida para su propósito original, aunque, estrictamente hablando, no hayan sido compuestas para ser interpretadas en concierto.
Las arias de concierto que son interpretadas con más frecuencia en la actualidad fueron escritas por Wolfgang Amadeus Mozart, pero hay muchos ejemplos de otros compositores, tales como:
- Ah perfido! de Ludwig van Beethoven.
- Der Wein para soprano y orquesta de Alban Berg.
- Phaedra de Benjamin Britten (escrita para Janet Baker).
- Scena di Berenice de Joseph Haydn.

## Arias de concierto de Mozart
«Artículo principal: Anexo:Lista de arias de concierto, canciones y cánones de Wolfgang Amadeus Mozart.»
Entre las arias de concierto más célebres de Mozart se encuentran:
- Va, dal furor portata, KV 21, para soprano y orquesta, en do mayor.
- Popoli di Tessaglia!, KV 316, para soprano, con su famoso sol♯6 — id est, sol♯ sobre el do agudo.
- Nehmt meinen Dank, ihr holden Gönner!, KV 383, para soprano.
- Ch'io mi scordi di te, KV 505, escrita para Nancy Storace.
- Bella mia fiamma, KV 528, escrita para Josepha Duschek.
- Per Questa Bella Mano, KV 612, para bajo, contrabajo obbligato, y orquesta.